# Néville-sur-Mer
Néville-sur-Mer és un municipi francès situat al departament de la Manche i a la regió de Normandia. L'any 2007 tenia 177 habitants.

## Demografia

### Població
El 2007 la població de fet de Néville-sur-Mer era de 177 persones. Hi havia 75 famílies de les quals 20 eren unipersonals (8 homes vivint sols i 12 dones vivint soles), 35 parelles sense fills, 16 parelles amb fills i 4 famílies monoparentals amb fills.
La població ha evolucionat segons el següent gràfic:
Habitants censats

### Habitatges
El 2007 hi havia 118 habitatges, 80 eren l'habitatge principal de la família, 35 eren segones residències i 3 estaven desocupats. 113 eren cases i 2 eren apartaments. Dels 80 habitatges principals, 63 estaven ocupats pels seus propietaris, 13 estaven llogats i ocupats pels llogaters i 4 estaven cedits a títol gratuït; 7 tenien dues cambres, 15 en tenien tres, 13 en tenien quatre i 46 en tenien cinc o més. 57 habitatges disposaven pel capbaix d'una plaça de pàrquing. A 38 habitatges hi havia un automòbil i a 36 n'hi havia dos o més.

### Piràmide de població
La piràmide de població per edats i sexe el 2009 era:
| Homes | Edats   | Dones |
| ----- | ------- | ----- |
| 0     | 95 o +  | 0     |
| 0     | 90 a 94 | 0     |
| 0     | 85 a 89 | 0     |
| 0     | 80 a 84 | 0     |
| 4     | 75 a 79 | 4     |
| 12    | 70 a 74 | 4     |
| 4     | 65 a 69 | 8     |
| 0     | 60 a 64 | 12    |
| 8     | 55 a 59 | 12    |
| 8     | 50 a 54 | 0     |
| 8     | 45 a 49 | 8     |
| 4     | 40 a 44 | 8     |
| 4     | 35 a 39 | 8     |
| 4     | 30 a 34 | 0     |
| 0     | 25 a 29 | 8     |
| 4     | 20 a 24 | 4     |
| 8     | 15 a 19 | 4     |
| 4     | 10 a 14 | 4     |
| 0     | 5 a 9   | 0     |
| 8     | 0 a 4   | 4     |

## Economia
El 2007 la població en edat de treballar era de 109 persones, 81 eren actives i 28 eren inactives. De les 81 persones actives 75 estaven ocupades (46 homes i 29 dones) i 6 estaven aturades (3 homes i 3 dones). De les 28 persones inactives 14 estaven jubilades, 6 estaven estudiant i 8 estaven classificades com a «altres inactius».

### Ingressos
El 2009 a Néville-sur-Mer hi havia 79 unitats fiscals que integraven 184 persones, la mediana anual d'ingressos fiscals per persona era de 16.692,5 €.

### Activitats econòmiques
Dels 4 establiments que hi havia el 2007, 1 era d'una empresa de fabricació d'altres productes industrials, 2 d'empreses de construcció i 1 d'una empresa de transport.
Dels 2 establiments de servei als particulars que hi havia el 2009, 1 era un guixaire pintor i 1 fusteria.
L'any 2000 a Néville-sur-Mer hi havia 18 explotacions agrícoles que ocupaven un total de 344 hectàrees.

## Poblacions més properes
El següent diagrama mostra les poblacions més properes.